# Red Army Mostar
Red Army Mostar je ime navijačke skupine bosanskohercegovačkog nogometnog kluba FK Velež Mostar. Ova navijačka skupina prvi put se organizirano javlja 1981. pod nazivom Crveni šejtani (da bi uskoro nakon toga promijenila ime u Red Army).Moto grupe je Mostar u srcu, Velež do groba!, a slogan je Prestati nećemo nikada. Red Army se danas nalazi na istočnoj tribini (Red Army tribini) Stadiona Rođeni.

## Povijest
Red Army je osnovana 1981. godine u Mostaru pod imenom Crveni šejtani, nakon što je FK Velež Mostar osvojio svoje prvo finale  nogometnog kupa Jugoslavije. U finalu je pobijedio rezultatom 3:2 protiv FK Željezničar na stadionu Rajka Mitića pred više od 40.000 ljudi. Crveni šejtani su nakon nekog vremena upali u razdoblje pada broja članova ali su se ponovno u punom broju pojavili 1986. godine, kada je FK Velež Mostar ponovno stigao do finala Kupa Jugoslavije protiv  zagrebačkog Dinama.
Utakmicu je osvojio Velež s konačnim rezultatom 3:1. Nakon te utakmice, pod utjecajem engleske navijačke furke, Crveni šejtani su se preimenovali u Red Army (Crvena armija). Tijekom tog razdoblja formirane su mnoge podgrupe među kojima su Zealots, Eagles, Chicago, Furia, Carina i druge. Grupa navijača Veleža u Sarajevu zvala se Red Platoon (Crveni vod).
Tijekom razdoblja Jugoslavije, FK Velež Mostar je smatran ponosom  Hercegovine i bio je podržan od strane većine Hercegovaca. Klub je imao veliki broj navijača i simpatizera u  bivšoj državi a najviše podrške dolazilo je iz Konjica, Čapljine, Travnika, Doboja, Tuzle i Dubrovnika.
Tijekom sezone 1985./1986. Mostar je bio grad od 110.000 ljudi. Međutim, osam tisuća pripadnika Crvene armije otputovalo je u Split kako bi pratili utakmicu Velež - Hajduk. Ovo je samo jedan od mnogih primjera podrške Crvene armije svom Veležu. Velež je bio multietnički nogometni klub. Mnogi Bošnjaci, Hrvati i Srbi igrali su u Veležu.
Nakon raspada Jugoslavije i Velež je pao. Danas su pripadnici Crvene armije uglavnom Bošnjaci. Nekoliko Srba i Hrvata još uvijek je uključeno u navijanje. Iako su Bošnjaci većina, skupina prihvaća sve nacionalnosti. Brojke na stadionu rijetko dosežu one iz 1980-ih ali se u određenim prilikama i dalje okuplja veliki broj navijača.

## Vanjske poveznice
- KN Red Army Mostar  Arhivirana inačica izvorne stranice od 10. kolovoza 2008. (Wayback Machine)
- UG Mostarski Rođeni  Arhivirana inačica izvorne stranice od 16. siječnja 2020. (Wayback Machine)
- Rođeni.com  Arhivirana inačica izvorne stranice od 28. siječnja 2012. (Wayback Machine)
- FK Velež Mostar